# Saskia Cohen-Tanugi
Pour les articles homonymes, voir Cohen-Tanugi.
Saskia Cohen-Tanugi, née le 24 novembre 1958 à Tunis et morte le 20 juillet 2020 à Jérusalem,, était une metteur en scène française de théâtre, également dramaturge, professeure de théâtre et scénariste. Elle était aussi actrice, ayant joué entre autres dans un remake de James Bond avec Sean Connery, Jamais plus jamais, en 1983.

## Biographie
Elle est diplômée de l'Université hébraïque de Jérusalem, de l'Université Sorbonne-Paris III (Master), et du Conservatoire national supérieur d'art dramatique.
À la demande de son professeur de littérature, elle crée son premier spectacle à 16 ans : Alice au pays des merveilles. En 1977, elle met en scène au théâtre du Rio, avec un groupe de jeunes acteurs comme Danuta Zarazik, Fred Serra, Marie Maffre, une série de spectacles courts, sur différents thèmes. Le 7e Labyrinthe est écrit à partir de textes de cinéma. La révolte du ghetto de Varsovie est mise en scène à partir de documents historiques.
Par l'intermédiaire de son professeur de russe, elle fait un voyage d'étude de plusieurs semaines, à Moscou et Leningrad. Puis après un an d'étude en Architecture et une formation dans les classes de Daniel Mesguich, elle rentre au Conservatoire national supérieur d'art dramatique, où elle étudie sous la direction d'Antoine Vitez, Pierre Debauche, J.P Miquel et P. Vial. Au conservatoire, elle crée pour Nathalie Becue, Roméo et Juliette qu'elle traduit et adapte en rajoutant des personnages afin de distribuer un nombre supérieur de rôles à ses camarades de promotion. Puis, après avoir travaillé sous la direction de Jean Pierre Klein, elle prépare une performance sur la punkitude.
Elle part suivre en Angleterre une formation au théâtre shakespearien. Valérie Quennessen et Remi Kolpa Kopoul deviennent ses références musicales. Elle rentre à Libération et publie plusieurs articles en double pages sur la musique anglaise. À sa sortie du conservatoire elle participe au tournage de Jamais plus jamais, un James Bond avec Sean Connery, Bernie Casey, Barbara Carrera, Klaus Maria Brandauer, Kim Basinger et Max von Sydow dirigés par Irvin Kershner. Puis elle met en scène le Marchand de Venise au TGP.
En 1984 elle écrit une œuvre théâtrale de science-fiction sur le thème de l'eau, produite par le festival d'Avignon. Elle suit un stage à l'école de formation des officiers de Saint-Cyr Coëtquidan et crée Technique pour un coup d'État avec dans le rôle principal Jean-Marc Barr. Elle participe à la préparation d'une œuvre théâtrale sur les Refuzniks.
En 1988, elle part pour la Nouvelle-Calédonie où elle travaille pendant plus d'une année à la préparation du festival des arts du Pacifique. Cent kanaks et mélanésiens représentant la grande terre, Lifou et Maré participeront à cette œuvre représentant la culture contemporaine et la tradition retransmise par les anciens. À la demande de Christian Blanc, elle travaille à l'élaboration d'une « Maison de la Ratp ». Elle met en scène au studio des Champs-Élysées Élisabeth Depardieu et Jean Michel Dupuis, dans l'œuvre du Soviétique en:Alexander Gelman. Gérard Depardieu soutient ce travail artistique et propose la production d'un film sur Naples à partir d'un scénario qu'elle écrit sur la ville italienne.
Elle travaille en collaboration avec Patrick Grandperret, à l'écriture d'un scénario sur l'Afrique contemporaine, puis avec Xavier Castano a l'écriture de Veraz, dont le rôle principal est interprété par Kirk Douglas. Bernardo Bertolucci lui demande de travailler sur Little Buddha. En parallèle, elle commence un travail sur Ibn Gabirol et les auteurs judéo-espagnols de l'âge d'or séfarade. Elle est chargée par l'ancien garde des Sceaux et ministre de la Culture[Qui ?] de la responsabilité de la programmation d'un théâtre d'arrondissement dans la ville de Paris. Elle travaille à l'élaboration de l'œuvre théâtrale Le Vieil Homme et le Molosse pour Greg Germain.
En 1998 elle participe à l'écriture d'un scénario sur Musset et George Sand pour Diane Kurys. En 1999 elle adapte Mademoiselle Else d'Arthur Schnitzler, pour le théâtre. Cette œuvre est récompensée par plusieurs Molière.
En 2000 elle est responsable d'un atelier de théâtre à l'université hébraïque de Jérusalem. Elle écrit plusieurs œuvres sur le Proche-Orient dont Caleb et Yoshua, Judith Epstein, La Vieille Femme du 55 rue Gabirol, Les Deux Jeunes Filles de Netanya, Avant qu'Ophélie ne..., Lettres d'intifada, le journal, lettres à Élisabeth, elle traduit Joshua Sobol (en) et publie plusieurs articles sur l'art moderne au Proche-Orient dans les colonnes culturelles de différents journaux.

## Filmographie

### Actrice
- 1983 : Le Faucon, de Paul Boujenah : Carmen
- 1983 : Jamais plus jamais d'Irvin Kershner : Nicole
- 1984 : Réveillon chez Bob de Denys Granier-Deferre

### Scénariste
- 1995 : Le Maître des éléphants, de Patrick Grandperret
- 1991 : Veraz, de Xavier Castano

Elle participe à l'écriture de Little Buddha de Bernardo Bertolucci.
Elle participe au groupe d'écriture du scénario des Enfants du siècle de Diane Kurys.

## Théâtre

### Mises en scène
- 1983 : Le Marchand de Venise de William Shakespeare, théâtre Gérard-Philipe
- 1984 : Docteur X Hero ou le dernier client du Ritz de Mériba de Cades, Festival d'Avignon
- 1987 : Bastien et Bastienne de Mozart,   théâtre Le Ranelagh